# Coussarea paniculata
Coussarea paniculata là một loài thực vật có hoa trong họ Thiến thảo. Loài này được (Vahl) Standl. mô tả khoa học đầu tiên năm 1928.